# Bléville
Bléville is een wijk en voormalige gemeente in de Franse stad Le Havre in het departement Seine-Maritime. Bléville ligt in het noordwestelijk deel van de gemeente, drie kilometer ten noorden van het stadscentrum van Le Havre.

## Geschiedenis
Oude vermeldingen van de plaats gaan terug tot de 12de eeuw als Blevilla. De 18de-eeuwse Cassinikaart toont hier het dorpje Bleville.
Op het eind van het ancien régime op het eind van de 18de eeuw, toen de gemeenten werden gecreëerd, werd Bléville een gemeente.
Door de uitdijende verstedelijking van de havenstad Le Havre raakte Bléville in de loop van de 20ste eeuw vergroeid met buurgemeente Sanvic en met de stad Le Havre. In 1953 werd de gemeente Bléville opgeheven en bij de gemeente Le Havre gevoegd.

## Bezienswaardigheden
- De Église Saint-Jean-Baptiste
- In het noorden van de gemeente ligt de 6 ha grote gemeentelijke begraafplaats van Bléville.

Bléville · Eure · Graville · Ingouville · Le Havre · Rouelles · Sanvic